# Thes-Hor

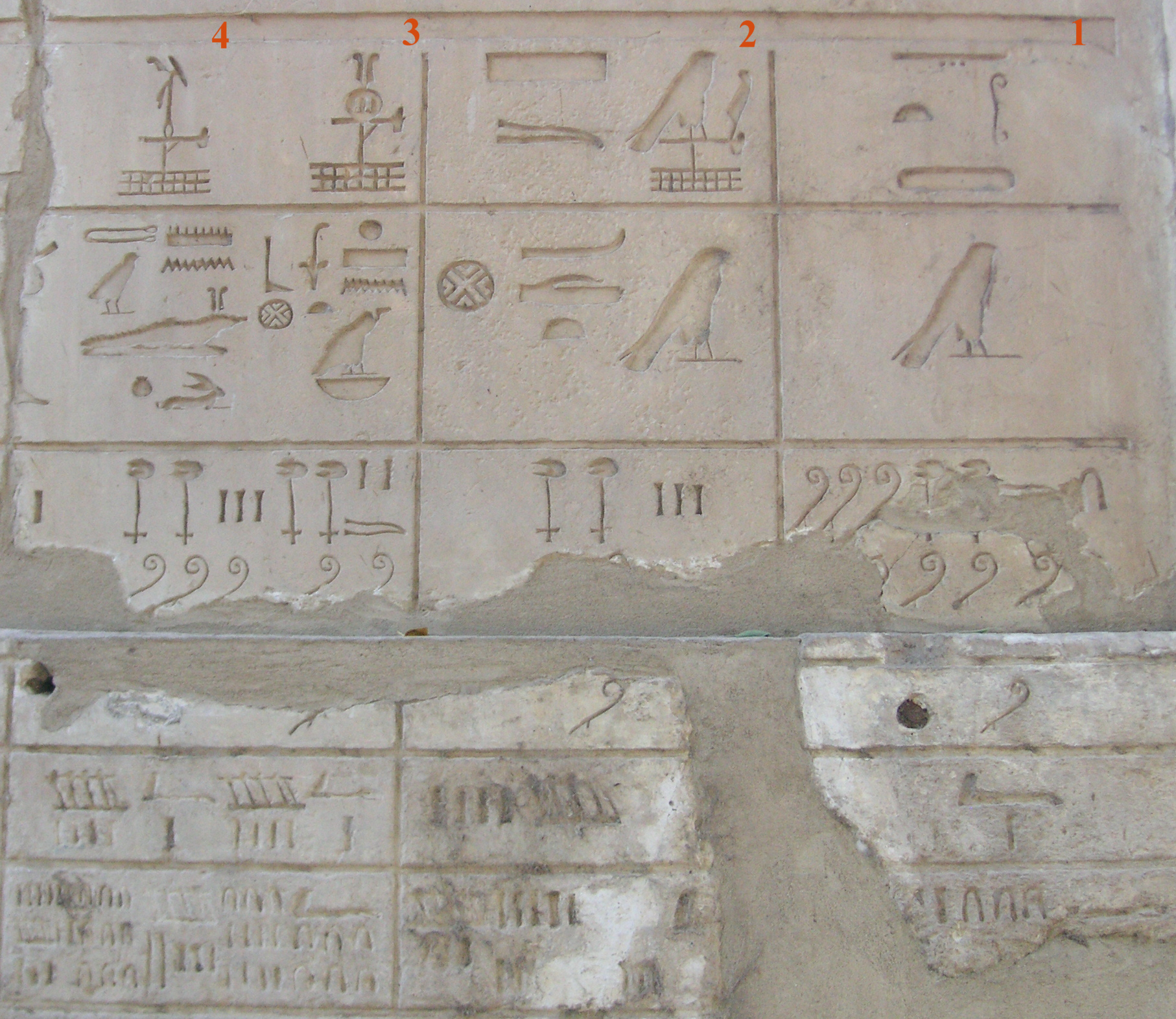
Thes-Hor, län 2 på "Vita kapellets" vägg i Karnak.

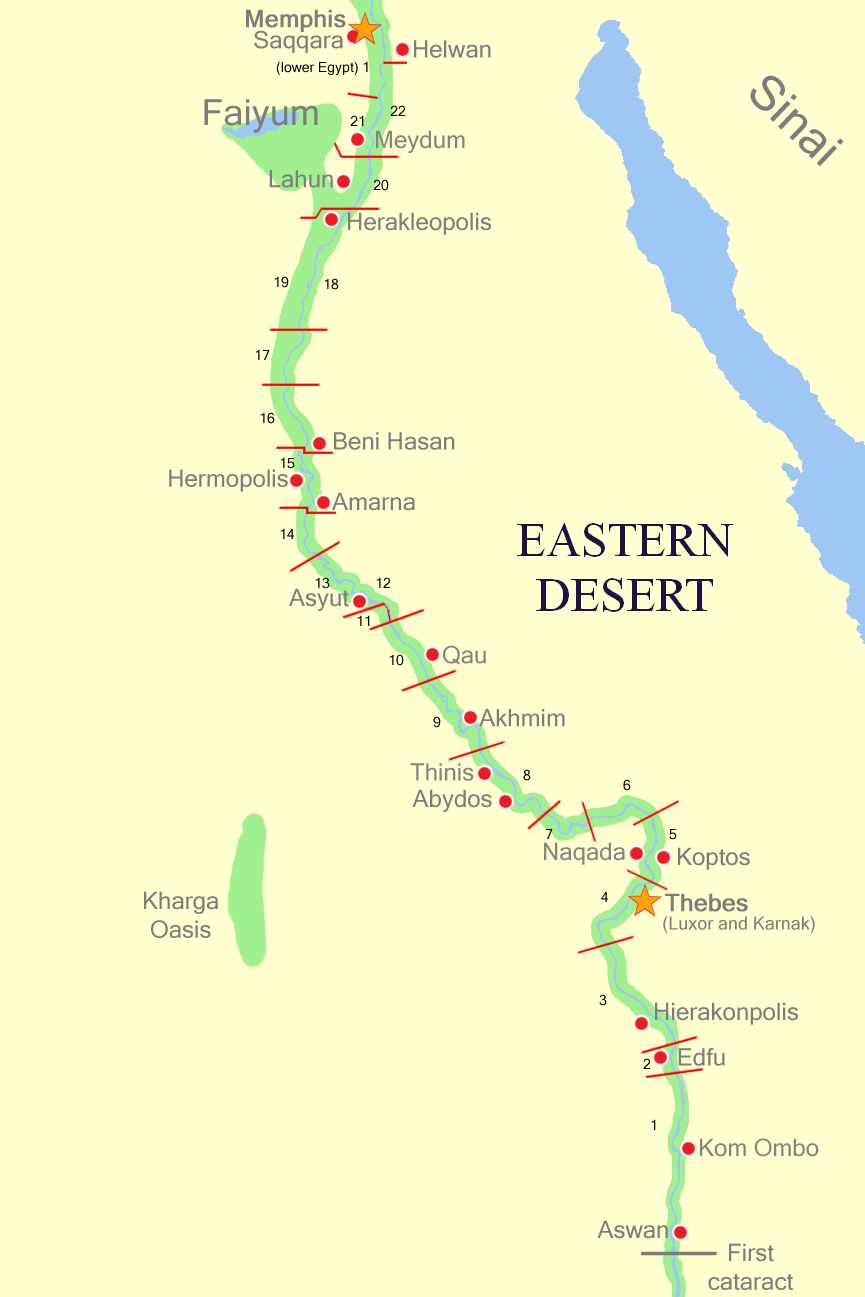
Lägeskarta över nomoi i Övre Egypten.

Thes-Hor (Horus tron, även Behde) var ett av de 42 nomoi (länen) i Forntida Egypten.
| U40 | G5 · R12 · N24 |

Thes-Hor med hieroglyfer.

## Geografi
Thes-Hor var ett av de 22 nomoi i Övre Egypten och hade nummer 2.
Länets yta var cirka 2 cha-ta (cirka 5,5 hektar, 1 cha-ta motsvarar 2,75 ha) med en längd om cirka 3 iteru (cirka 32 km, 1 iteru motsvarar 10,5 km).
Niwt (huvudorten) var Djeba/Apollonopolis Magna (dagens Idfu).

## Historia
Varje län styrdes av en nomark som officiellt lydde direkt under faraon.
Varje Niwt hade ett Het net (tempel) tillägnad områdets skyddsgud och ett Heqa het (nomarkens residens).
Länets skyddsgud var Horus av Behedet och bland övriga gudar dyrkades Anuket, Khnum, Satis och Sebek.
Idag ingår området i guvernement Assuan.